# 月刊タウン情報クマモト
月刊タウン情報 クマモト（げっかんタウンじょうほう クマモト）、もしくはタンクマとは、熊本県の観光、グルメ、イベント、映画、音楽、郷土文化、ファッションなどの情報発信雑誌。発行は有限会社ウルトラハウス。
1979年に創刊され、タウン情報のほか、読者投稿によるコーナー「熊の穴」などが人気だった。ピークの1990年代には月4万数千部を発行したが、インターネットの台頭で部数が減少。連載を充実させるなど編集方針を転換したが、近年は同2万5,000部まで落としており、2020年2月27日発売の「3月号」を最後に休刊となった。

## 沿革
- 1979年 - 創刊、当時150円、B5判、すべてモノクロ
- 1984年 - 10月号にカラーページ登場（4ページ）
- 2000年 - 6月号からA4判
- 2005年 - 読者の平均年齢は23.4歳
- 2011年 - 3月号の「くまモン編集長 タンクマをジャック！」が、タウン情報全国ネット2010年度企画大賞の編集部門で日本一を受賞[2]
- 2020年 - 3月号の発行を以って休刊

## 内容

### 構成
- レジャー - 熊本県内のレジャーや観光の案内
- グルメ - 熊本県内の食べ物の案内
- ファッション - 熊本県内のショップの紹介

### 熊の穴
「熊の穴」は、読者からの投稿によるページ。日常な話題や、お題に回答する大喜利的なコーナーである。
- 恋文.com - 友達、彼氏、家族、上司や後輩など、いつもお世話になっている「大切な人への手紙」を届けるコーナー。
- クマアナスマイル - 誰かを「勇気づける」「元気になれる」「笑顔になれる」投稿を募集しているコーナー。
- ザ・PHOTO笑点♪ - 毎月写真によるお題が出され、登場人物が何と言っているかセリフを考えるコーナー。
- 笑便 - 日頃の出来事などを面白可笑しく、時には自虐的に報告するコーナー。各コーナーの中で最も掲載数が多く、バラエティーに富んだ内容で構成されている。
- 幸便 - ノロケOKの、読んでる人も幸せになれるような投稿を募集したコーナー。
- タンクマカルタ2 - 「○（ひらがな一文字）」から始まるカルタを考え、投稿するコーナー。
- ランキング - 投稿の掲載数に応じてポイントが付き、1月から12月の1年間の獲得点数を表示したもの。
- ランカーの宴 - 1年間のポイントランキング上位10人を対象に、編集部のおごりで催される宴（宴の初回は2002年開始）。